# مدار ۶۷ درجه شمالی
مدار ۶۷ درجه شمالی، دایره‌ای از عرض جغرافیایی است که در ۶۷ درجهٔ شمالی خط استوا  قرار دارد.

## گذر از مناطق
از نصف‌النهار مبدأ شروع می‌شود و به سمت مشرق ۶۷ درجه شمالی از موارد زیر گذر می‌کند:
| مختصات‌ها                                             | کشور، قلمرو یا دریا | توضیحات                                                                                   |
| ---------------------------------------------------- | ------------------- | ----------------------------------------------------------------------------------------- |
| ۶۷°۰′ شمالی ۰°۰′ شرقی / ۶۷٫۰۰۰°شمالی ۰٫۰۰۰°شرقی      | اقیانوس اطلس        | دریای نروژ                                                                                |
| ۶۷°۰′ شمالی ۱۳°۵۲′ شرقی / ۶۷٫۰۰۰°شمالی ۱۳٫۸۶۷°شرقی   | نروژ                | نوردلند                                                                                   |
| ۶۷°۰′ شمالی ۱۶°۱۶′ شرقی / ۶۷٫۰۰۰°شمالی ۱۶٫۲۶۷°شرقی   | سوئد                |                                                                                           |
| ۶۷°۰′ شمالی ۲۳°۴۷′ شرقی / ۶۷٫۰۰۰°شمالی ۲۳٫۷۸۳°شرقی   | فنلاند              |                                                                                           |
| ۶۷°۰′ شمالی ۲۹°۵′ شرقی / ۶۷٫۰۰۰°شمالی ۲۹٫۰۸۳°شرقی    | روسیه               |                                                                                           |
| ۶۷°۰′ شمالی ۴۱°۲۰′ شرقی / ۶۷٫۰۰۰°شمالی ۴۱٫۳۳۳°شرقی   | دریای سفید          |                                                                                           |
| ۶۷°۰′ شمالی ۴۴°۲۳′ شرقی / ۶۷٫۰۰۰°شمالی ۴۴٫۳۸۳°شرقی   | روسیه               | Kanin Peninsula                                                                           |
| ۶۷°۰′ شمالی ۴۵°۴۱′ شرقی / ۶۷٫۰۰۰°شمالی ۴۵٫۶۸۳°شرقی   | دریای بارنتز        | Chesha Bay                                                                                |
| ۶۷°۰′ شمالی ۴۷°۴۳′ شرقی / ۶۷٫۰۰۰°شمالی ۴۷٫۷۱۷°شرقی   | روسیه               |                                                                                           |
| ۶۷°۰′ شمالی ۷۱°۵۵′ شرقی / ۶۷٫۰۰۰°شمالی ۷۱٫۹۱۷°شرقی   | Gulf of Ob          |                                                                                           |
| ۶۷°۰′ شمالی ۷۳°۵۳′ شرقی / ۶۷٫۰۰۰°شمالی ۷۳٫۸۸۳°شرقی   | روسیه               |                                                                                           |
| ۶۷°۰′ شمالی ۱۷۲°۲۸′ غربی / ۶۷٫۰۰۰°شمالی ۱۷۲٫۴۶۷°غربی | دریای چوکچی         |                                                                                           |
| ۶۷°۰′ شمالی ۱۶۲°۵۱′ غربی / ۶۷٫۰۰۰°شمالی ۱۶۲٫۸۵۰°غربی | ایالات متحده آمریکا | آلاسکا                                                                                    |
| ۶۷°۰′ شمالی ۱۴۱°۰′ غربی / ۶۷٫۰۰۰°شمالی ۱۴۱٫۰۰۰°غربی  | کانادا              | یوکان نورت‌وست تریتوریز - passing through the northernmost point of دریاچه گریت بر نوناووت |
| ۶۷°۰′ شمالی ۸۱°۳۶′ غربی / ۶۷٫۰۰۰°شمالی ۸۱٫۶۰۰°غربی   | Foxe Basin          |                                                                                           |
| ۶۷°۰′ شمالی ۷۲°۴۹′ غربی / ۶۷٫۰۰۰°شمالی ۷۲٫۸۱۷°غربی   | کانادا              | نوناووت - جزیره بافین                                                                     |
| ۶۷°۰′ شمالی ۶۲°۲′ غربی / ۶۷٫۰۰۰°شمالی ۶۲٫۰۳۳°غربی    | تنگه دیویس          |                                                                                           |
| ۶۷°۰′ شمالی ۵۳°۴۰′ غربی / ۶۷٫۰۰۰°شمالی ۵۳٫۶۶۷°غربی   | گرینلند             |                                                                                           |
| ۶۷°۰′ شمالی ۳۳°۴۴′ غربی / ۶۷٫۰۰۰°شمالی ۳۳٫۷۳۳°غربی   | اقیانوس اطلس        | تنگه دانمارک دریای گرینلند دریای نروژ                                                     |